# أحمد الساماني
أحمد بن إسماعيل (توفي في 24 كانون الثاني 914) كان أميرًا في الفترة 907-914، لإمبراطورية إيرانية مسلمة سنية، تُسمى الإمبراطورية السامانية. خَلَف والده إسماعيل الساماني. وكان يُعرف باسم «الأمير الشهيد»، بسبب طريقة موته.

## سيرته الذاتية
ذُكِر أحمد لأول مرة في أوائل القرن التاسع عشر، عندما تم تعيينه حاكمًا لجرجان. ومع ذلك، سرعان ما تم عزل أحمد من منصب الحاكم بسبب فشله في شن حرب ضد آل جستان الديلميين.
أصبح أحمد أميرًا عند وفاة والده في أواخر عام 907. بعد ذلك بفترة وجيزة، منحه الخليفة المقتدر حقوق سيستان، قلب المملكة الصفارية. جعل الاقتتال الداخلي بين الصفاريين المهمة أسهل بكثير. سافر جيش أحمد من فراه إلى بست، حيث لم يواجهوا مقاومة تُذكَر. في الوقت نفسه ، تلقى القائد التركي سيمجور الدواتي استسلام زارانج من الحاكم الصفاري المعدَل. اكتمل غزو الصفاريين في 911، وعين أحمد ابن عمه أبو صالح منصور حاكمًا لسيستان في العام التالي. كما أسر السامانيون متمردًا من الخليفة العباسي، اسمه سبوكري، وأرسلوه إلى بغداد.
أثارت سياسات ضرائب منصور القمعية ثورة في سيستان في غضون عام من تعيينه. دُمِّرَت الحامية في زارانج وتم القبض على أبو صالح منصور. وتم تنصيب عمرو بن يعقوب الصفاري، أولًا كواجهة لقائد التمرد، ثم أميرًا بإرادته الكاملة؛ إلا أن الجيش الساماني تحت سيطرة حسين بن علي مارفرودي، أعاد السيطرة السامانية إلى المنطقة. تم إرسال عمرو إلى سمرقند. وقُتِلَ قادة متمردين آخرين.
ثم تم تنصيب سيمجور الدواتي واليًا لسيستان. لكن سرعان ما ثارَت طبرستان وجورجان ضد السلطة السامانية أيضًا، وقُتِل أحمد قبل أن يتمكن من التعامل معهم. تم قطع رأسه أثناء نومه في خيمته بالقرب من بخارى على يد بعض عبيده، في 24 كانون الثاني 914. بعد وفاته، تم إحضار جثمانه إلى بخارى ودفن في نوخندا. تم القبض على بعض عبيده الذين قتلوا الأمير وأُعدِمُوا جرَّاء ذلك، بينما فر آخرون إلى تركستان. أُطلِق على أحمد لقب «الأمير الشهيد» منذئدٍ.
يُرجَّح بأن سبب كون أحمد غير محبوب بين رعاياه، يرجع بسبب أمره بتغيير لغة المحكمة من الفارسية إلى العربية؛ أُلغِي هذا الأمر بعد وفاته بقليل. وخلفه ابنه الصغير نصر الثاني.